# گرنویل (داکوتای جنوبی)
گرنویل(به انگلیسی: Grenville) شهری در ایالت داکوتای جنوبی کشور ایالات متحده آمریکا است که جمعیت آن در سرشماری سال ۲۰۱۰ میلادی، ۵۴ نفر بوده‌است.